# Gero Himmelsbach
Gero Himmelsbach (* 1965 in München) ist ein deutscher Jurist und Honorarprofessor an der Universität Bamberg.

## Werdegang
Himmelsbach studierte von 1985 bis 1990 Rechtswissenschaften an der LMU München und erlangte 1991 das Erste Juristische Staatsexamen, es folgte bis 1994 das Referendariat, das mit dem Zweiten Staatsexamen abgeschlossen wurde. Hiernach wurde er am Landgericht München I als Rechtsanwalt zugelassen und trat in eine Rechtsanwaltskanzlei ein, in der er seit 1998 Partner ist.
Gero Himmelsbach befasst sich mit Wettbewerbs-, Presse- und Medienrecht. Bereits 1986 wurde er Referent der Hanns-Seidel-Stiftung für die Journalistenausbildung. 1996 wurde Himmelsbach Lehrbeauftragter der Universität Bamberg für Medienrecht. 1998 schloss er mit der Dissertation Der Schutz des Medieninformanten im Zivilprozeß: zivilprozessuales Zeugnisverweigerungsrecht und materiellrechtliche Auskunftsverweigerungsrechte für Medien und Medienmitarbeiter seine Promotion zum Dr. iur. an der Universität Regensburg ab. Ab 2000 unterrichtet er Journalisten als Dozent an der Akademie der Bayerischen Presse in Internet- und Presserecht und nimmt an der Rechtsanwaltsfortbildung als Dozent für Wettbewerbsrecht der Münchner Anwalts Seminare teil. Himmelsbach wurde 2006 Dozent für eine Seminarreihe zum Wettbewerbsrecht des Verlages C. H. Beck. Seit dem 27. Juli 2006 ist er Honorarprofessor am Institut für Kommunikationswissenschaften der Universität Bamberg. Seit 2010 ist Himmelsbach Mitherausgeber des einzigen Loseblattkommentars zum Bayerischen Mediengesetz.